# Earl Doherty
Earl Doherty (* 1941) ist ein kanadischer Schriftsteller. Von seinen Werken wurde Das Jesus-Puzzle. Basiert das Christentum auf einer Legende? (1999) auch ins Deutsche übersetzt. Doherty bestreitet die historische Existenz des Jesus von Nazaret (sog. Jesus-Mythos).

## Leben
Doherty hat einen Bachelor in Alter Geschichte und Klassischer Philologie. Inspiration für seine Arbeit über den mythischen Charakter von Jesus war George Albert Wells. Aus seiner Textanalyse des Neuen Testaments folgerte Doherty, Jesus habe nie existiert. Erst die zweite Generation der Anhänger Jesu habe ihn in ein historisches Umfeld gesetzt.

## Veröffentlichungen (Auswahl)
- The Jesus Puzzle: Did Christianity Begin with a Mythical Christ? (1999), ISBN 0-9689259-1-X.
- Deutsche Fassung: Das Jesus-Puzzle: Basiert das Christentum auf einer Legende? [Aus dem Engl. übers. von Arnher E. Lenz]; Neustadt am Rübenberge 2003, ISBN 978-3-933037-26-8.
- Challenging the Verdict: A Cross-examination of Lee Strobel’s “The Case for Christ” (2001), ISBN 0-9689259-0-1.
- Jesus: Neither God nor Man. The Case for a mythical Jesus, Ottawa: Age of Reason Publications, 2009.
- The End of an Illusion. How Bart Ehrman´s "Did Jesus exist?" has laid the case for an historical Jesus to rest, Ottawa: Age of Reason Publications, 2012.